# Blonville-sur-Mer
Blonville-sur-Mer ist eine französische Gemeinde mit 1.585 Einwohnern (Stand: 1. Januar 2022) des Départements Calvados in der Region Normandie. Administrativ ist sie dem Kanton Pont-l’Évêque und dem Arrondissement Lisieux zugeteilt. Die Einwohner werden Blonvillais genannt.

## Geographie
Blonville-sur-Mer liegt etwa 17 Kilometer südsüdwestlich von Le Havre in der Landschaft Pays d’Auge. Umgeben wird Blonville-sur-Mer von den Nachbargemeinden Benerville-sur-Mer im Osten und Nordosten, Vauville im Osten und Südosten, Saint-Pierre-Azif im Süden sowie Villers-sur-Mer im Westen und Südwesten.

## Bevölkerungsentwicklung
| Jahr                      | 1962 | 1968 | 1975 | 1982 | 1990 | 1999 | 2006 | 2013 |
| Einwohner                 | 729  | 727  | 758  | 889  | 1062 | 1341 | 1546 | 1549 |
| Quelle: Cassini und INSEE |      |      |      |      |      |      |      |      |

## Sehenswürdigkeiten
- Kirche Notre-Dame-de-la-Visitation aus dem 11. Jahrhundert

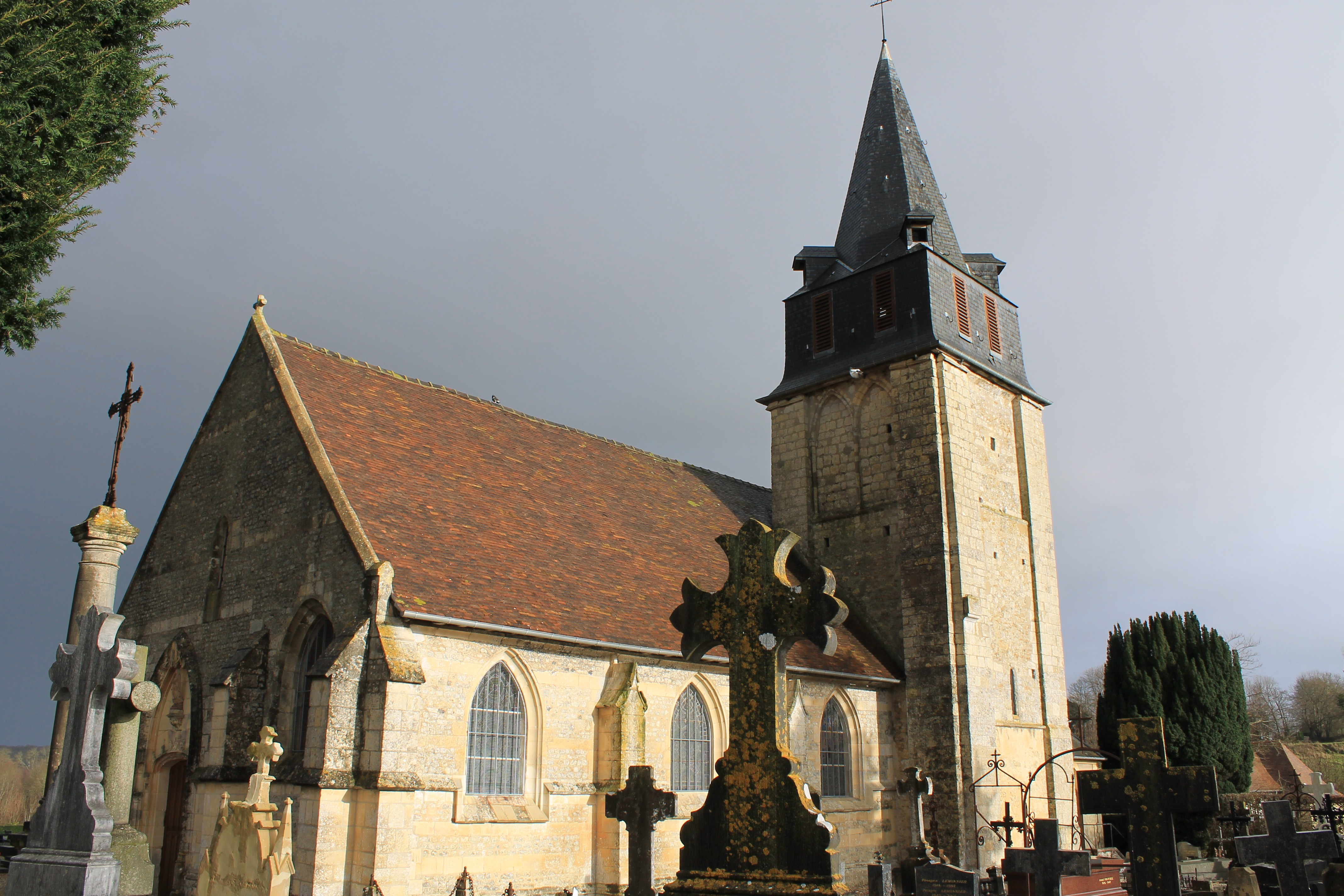
Kirche Notre-Dame-de-la-Visitation

- Kapelle Notre-Dame-de-l'Assomption
- Herrenhaus von Anquetôt